# Municipio de Coatepec (Veracruz)
El municipio de Coatepec es uno de los 212 municipios del estado mexicano de Veracruz. Su cabecera es la localidad de Coatepec. Es parte de la Zona metropolitana de Xalapa.

## Geografía
El municipio de Coatepec colinda al norte colinda al norte con los municipios de Acajete, Tlalnelhuayocan y Xalapa; al este con los municipios de Emiliano Zapata y Jalcomulco; al sur con los municipios de Tlaltetela y Teocelo; y al oeste con los municipios de Xico y Perote.

## Localidades
El municipio de Coatepec cuenta con 122 localidades.
| Localidad   | Población (2020) |
| ----------- | ---------------- |
| Coatepec    | 55 720           |
| Tuzamapan   | 8 300            |
| Pacho Viejo | 4 829            |

## Gobierno
| Presidente municipal                     | Periodo   | Partido | Partido                              |
| ---------------------------------------- | --------- | ------- | ------------------------------------ |
| José Guzmán                              | 1955-1958 |         | Partido Revolucionario Institucional |
| J. Gilberto Martínez                     | 1958-1961 |         | Partido Revolucionario Institucional |
| Sebastián Flores V.                      | 1961-1964 |         | Partido Revolucionario Institucional |
| Antonio Hernández Malpica                | 1964-1967 |         | Partido Revolucionario Institucional |
| Joaquín Alcántara T.                     | 1967-1970 |         | Partido Revolucionario Institucional |
| Emilio Polanco Servín                    | 1970-1973 |         | Partido Revolucionario Institucional |
| César Torres Galindo                     | 1973-1976 |         | Partido Revolucionario Institucional |
| Ángel Gómez Calderón                     | 1976-1979 |         | Partido Revolucionario Institucional |
| José Ramón Mortera Cuevas                | 1979-1982 |         | Partido Revolucionario Institucional |
| Miguel A. Rodríguez                      | 1982-1985 |         | Partido Revolucionario Institucional |
| Antonio Murrieta Cervantes               | 1985-1988 |         | Partido Revolucionario Institucional |
| Fernando Jacome Roldán                   | 1988-1991 |         | Partido Revolucionario Institucional |
| Conrado Rafael Arenas Contreras          | 1992-1994 |         | Partido Revolucionario Institucional |
| María Rosa López Botello                 | 1995-1997 |         | Partido Revolucionario Institucional |
| Diego Alfredo Hernández Alonso           | 1998-2000 |         | Partido Acción Nacional              |
| Miguel Ángel Cervantes Sánchez           | 2001-2004 |         | Partido Acción Nacional              |
| Miguel Galindo Huesca                    | 2005-2007 |         | Partido Acción Nacional              |
| Sergio Joaquín Ramírez Cabañas Contreras | 2008-2010 |         | Partido Revolucionario Institucional |
| José Manuel Sánchez Martínez             | 2011-2013 |         | Partido Acción Nacional              |
| Roberto Pérez Moreno                     | 2014-2017 |         | Partido Revolucionario Institucional |
| Luis Enrique Fernández Peredo            | 2018-2021 |         | Partido Acción Nacional              |
| Raymundo Andrade Rivera                  | 2022-2025 |         | Movimiento Regeneración Nacional     |